# رابرت فاس
رابرت فاس (انگلیسی: Robert Faas; ۳ آوریل ۱۸۸۹ – ۹ ژانویهٔ ۱۹۶۶) بازیکن فوتبال اهل امپراتوری آلمان بود.
از باشگاه‌هایی که در آن بازی کرده‌است می‌توان به اشاره کرد.
وی همچنین در تیم ملی فوتبال آلمان بازی کرده‌است.